# Classe ATC M02
La classe ATC M02, dénommée « Produits topiques pour les douleurs articulaires et musculaires », est un sous-groupe thérapeutique de la classification anatomique, thérapeutique et chimique, développée par l'OMS pour classer les médicaments et autres produits médicaux. La classe ATC vétérinaire correspondante dans la classification ATCvet est QM02. Le sous-groupe présenté ici est celui établi par l'OMS, et peut donc différer des versions dérivées utilisées dans certains pays. Il fait partie du groupe anatomique M de la classification, intitulé « Système musculo-squelettique ».

## M02A Produits topiques pour les douleurs articulaires et musculaires

### M02AA Anti-inflammatoires non stéroïdiens à usage topique
M02AA01 Phénylbutazone
M02AA02 Mofébutazone (en)
M02AA03 Clofézone (en)
M02AA04 Oxyphenbutazone (en)
M02AA05 Benzydamine
M02AA06 Étofénamate (en)
M02AA07 Piroxicam
M02AA08 Felbinac (en)
M02AA09 Bufexamac
M02AA10 Kétoprofène
M02AA11 Bendazac (en)
M02AA12 Naproxène
M02AA13 Ibuprofène
M02AA14 Fentiazac (en)
M02AA15 Diclofénac
M02AA16 Féprazone (en)
M02AA17 Acide niflumique
M02AA18 Acide méclofénamique
M02AA19 Flurbiprofène
M02AA21 Tolmétine (en)
M02AA22 Suxibuzone (en)
M02AA23 Indométacine
M02AA24 Nifénazone (en)
M02AA25 Acéclofénac
M02AA26 Nimésulide
M02AA27 Dexkétoprofène (en)
M02AA28 Pikétoprofène
« QM02AA99 » Préparations topiques d'anti-inflammatoires non stéroïdiens, associations

### M02AB Capsaïcine et médicaments similaires
M02AB01 Capsaïcine
M02AB02 Zucapsaïcine (en)

### M02AC Préparations avec des dérivés de l'acide salicylique
QM02AC99 Préparations avec dérivés d'acide salicylique, associations

### M02AX Autres topiques pour douleurs articulaire et musculaire
M02AX02 Tolazoline (en)
M02AX03 Diméthylsulfoxyde
M02AX05 Idrocilamide
M02AX06 Tolpérisone (en)
M02AX10 Divers
« QM02AX53 » Diméthylsulfoxyde, associations